# Verykool

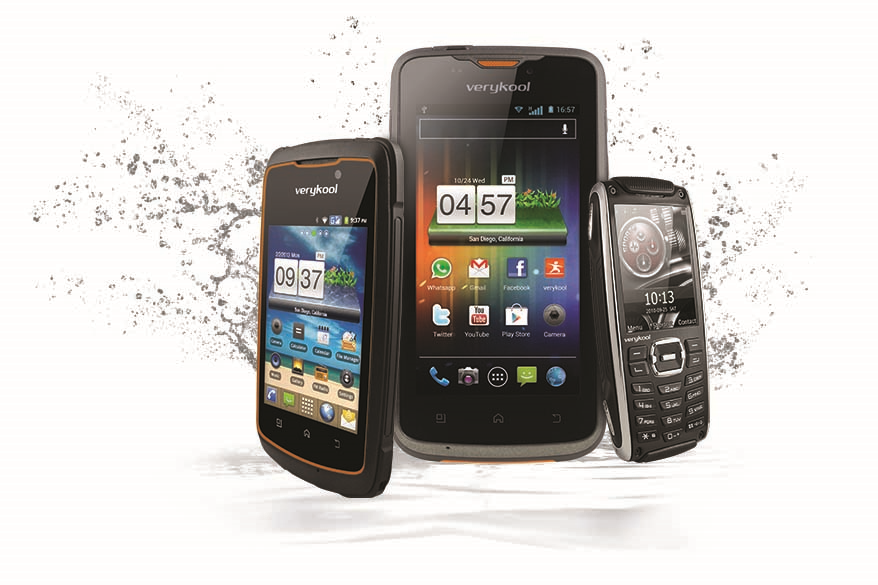
Verykool xTreme RS79, RS90 та R80 від корпорації InfoSonics.

Verykool ― серія мобільних телефонів, планшетів та аксесуарів від компанії Hipercell USA LLC, штаб-квартира якої знаходиться в Маямі, штат Флорида. Лінія була випущена в 2006 році компанією Infosonics Inc. і включає аксесуари, стільникові телефони, планшети та смартфони. Лінійка продуктів verykool продається у понад 20 країнах. Вона продається під торговою маркою verykool у Сполучених Штатах, Латинській Америці та Карибському басейні, де постачається мережевим операторам, дрібним торговцям та дистриб’юторам. verykool відомий своєю лінійкою недорогих доступних телефонів із двома  sim-картами, а також міцною лінійкою телефонів.  

## Історія
Лінія verykool була випущена в 2006 році InfoSonics Corporation, публічною компанією, яка працювала дистриб’ютором телекомунікаційних продуктів з 1994 року.  Компанія була дистриб'ютором продукції, що поставляється Samsung, VK Corporation, LG, Novatel та іншими. Корпорація InfoSonics припинила свою дистрибуційну діяльність у 2012 році і стала виключно виробником власної лінійки продуктів.  InfoSonics розпочала поставку своєї першої лінійки продуктів verykool до Центральної Америки в 2007 році. Сюди входили бездротові телефони verykool i500 та i230. 

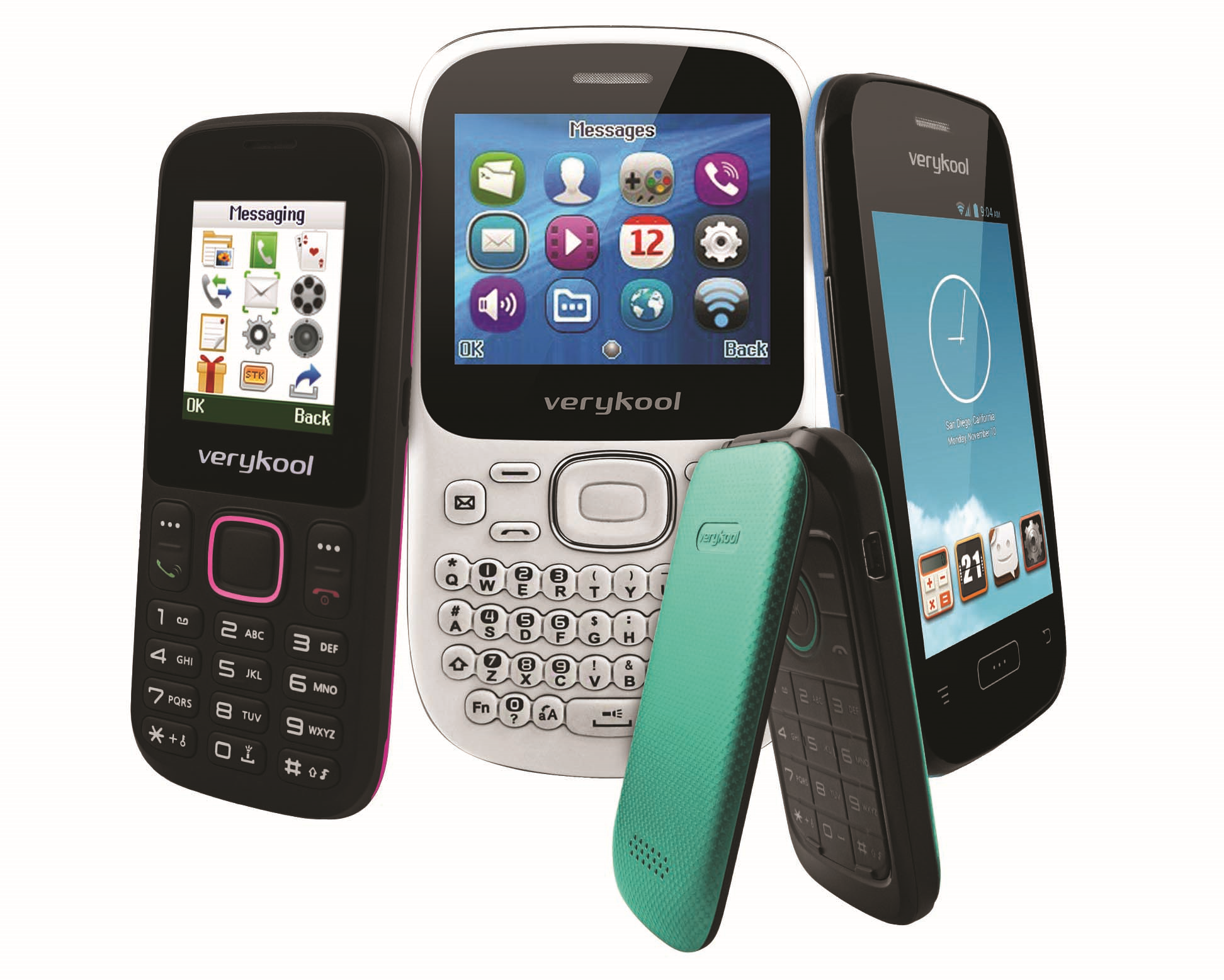
Verykool i126, i607, i316 та i235 від InfoSonics Corporation.

Лінійка продуктів verykool була розширена в 2013 році випуском verykool s350 та verykool RS75.  RS75 є частиною дуже міцної лінійки мобільних телефонів.  Це пило-водонепроникний телефон із захистом від проникнення IP67 та загартованим, стійким до подряпин скляним дисплеєм.  InfoSonics також розпочав маркетинг своїх мобільних пристроїв у США в 2013 році через попит на недорогі телефони.  Того ж року InfoSonics випустив verykool s470, який також називають "Чорною перлиною".  Чорна перлина порівнянна з Moto X від Motorola Mobility з 1.2 ГГц процесором і 4,7-дюймовий екраном.  Він також включає технологію Dual SIM, що дозволяє користувачам переключатися між двома SIM-картами в телефоні.  Він сумісний з операторами GSM, такими як AT&T, T-Mobile та закордонними мережами GSM. Mobile Tech Reviews назвали його альтернативою Nexus 5.
Продукція verykool вийшла на ринок планшетів у 2012 році з випуском verykool R800, планшета, який продавався для зовнішніх користувачів.  Планшет був з  інтегрованим Wi-Fi, підключенням 3G, електронним компасом та GPS.  Він також мав можливість мобільного дзвінка при використанні мережі 3G, і з його рейтингом IPX5 вважався водонепроникним.  2014 році був випущений verykool KolorPad (T742), планшет початкового рівня. KolorPad працює на операційній системі Android Jelly Bean 4.2 і має 7-дюймовий екран з акумулятором на 2500 мАг. Він оснащений Wi-Fi, а також 3G, де це можливо. 
Протягом останнього кварталу 2018 року компанія Hipercell USA LLC придбала всі права інтелектуальної власності verykool у Cool Holdings, Inc. після укладення угоди про передачу торгової марки verykool та пов'язаних з нею активів інтелектуальної власності (Infosonics Inc. змінила свою назву на Cool Holdings, Inc з 8 червня 2018 р.). Поточний власник торгової марки Hipercell USA LLC планує незабаром представити нову лінійку смартфонів verykool.

## Випуски продукту
C = Поточний
D = Неіснуючий або більше не доступний
P = У виробництві
| Модель телефону                    | Рік випуску | Операційна система    | Тип      | Статус | Примітки                                                 |
| ---------------------------------- | ----------- | --------------------- | -------- | ------ | -------------------------------------------------------- |
| s6001 (Кіпр)                       | 2015 рік    | Android 4.4 KitKat    | Смартфон | C.     | Позначається як КІПР s6001                               |
| s5015 (Іскра)                      | 2015 рік    | Android 4.4 KitKat    | Смартфон | C.     | Позначається як s5015 Spark II                           |
| s5510 (Juno) / s5511 (Juno Quatro) | 2014 рік    | Android 4.4 KitKat    | Фаблет   | C.     | Представленний як Juno (s5510) і Juno Quatro (s5511)     |
| sl5000 Квант                       | 2014 рік    | Android 4.4 KitKat    | Смартфон | C.     | Широка підтримка 4G LTE з 1.2 ГГц Чотириядерний процесор |
| s5510 Юнона                        | 2014 рік    | Android 4.4 KitKat    | Смартфон | C.     | Також пропонується в моделі s5511 (Juno Quatro)          |
| s505                               | 2014 рік    | Android 4.2 Jellybean | Смартфон | C.     | Смартфон Android. Також називається "Spark".             |
| s450                               | 2014 рік    | Android 4.2 Jellybean | Смартфон | C.     | Доступно з однією SIM-карткою або двома SIM-картами      |